# Solar Soul
Solar Soul osmi je studijski album švicarskog metal sastava Samael. Album je 1. lipnja 2007. objavila diskografska kuća Nuclear Blast. Po redoslijedu objavljivanja dolazi nakon albuma Era One (koji je objavljen 2006. godine), no po redoslijedu snimanja slijedi album Reign of Light (koji je objavljen 2004. godine).

## Pozadina
Na ovom albumu Samael nastavlja sa svojom kombinacijom dark metala s elektroničkom glazbom koja je započela na njegovom albumu Reign of Light. Međutim, za razliku od navedenog albuma, sastav spaja elemente rocka koji se pojavljuju na Reign of Lightu zajedno s black metal utjecajima koji na ponekim dijelovima podsjećaju na njegov album Passage. 
Album se u pogledu teksta bavi tematikom transcendentnosti i duhovnog usavršavanja, kao što je to bio slučaj i na prethodnim albumima skupine. Međutim, postoje barem dvije pjesme ("Slavocracy" i "Valkyries' New Ride") koje sadržavaju i određene političke konotacije. 

## Popis pjesama
Tekstovi: Vorph, glazba: Xy.
| 1.    | »Solar Soul«          | 3:45 |
| 2.    | »Promised Land«       | 3:57 |
| 3.    | »Slavocracy«          | 3:30 |
| 4.    | »Western Ground«      | 4:06 |
| 5.    | »On the Rise«         | 3:51 |
| 6.    | »Alliance«            | 3:40 |
| 7.    | »Suspended Time«      | 3:44 |
| 8.    | »Valkyries' New Ride« | 3:53 |
| 9.    | »AVE!«                | 4:15 |
| 10.   | »Quasar Waves«        | 3:37 |
| 11.   | »Architect«           | 3:50 |
| 12.   | »Olympus«             | 4:38 |
| 46:46 |                       |      |

## Zasluge
| Samael - Vorph – vokali, gitara - Xy – klavijature, bubnjevi - Mas – bas-gitara - Marco "Makro" Rivao – gitara | Produkcija - Waldemar Sorychta – produkcija - Henrik Jonsson – mastering - Stefan Glaumann – miksanje - Stéphane Loup – inženjer zvuka - D-Teck – inženjer zvuka |